# Umberto Malvano
Umberto Malvano (17. červenec 1884, Moncalieri, Italské království – 15. září 1971, Milán, Itálie) byl italský fotbalový útočník, rozhodčí a sportovní manažer. Podílel se o založení Juventusu.

## Kariéra
První čtyři roky hrál za Juventus a v ročníku 1901 se stal nejlepším střelcem Italské ligy. V roce 1904 odešel do Pavie na vojenskou službu, kde se setkal s manažery Milána, kteří jej přihlásili do svého klubu na ročník 1906. Výsledkem byl druhý titul pro Rossoneri. Po vojenské službě se vrátil zpět do Juventusu a hrál do roku 1913. V roce 1909 byl zvolen prezidentem klubu na následující dvě sezony.
Později se stal i rozhodčím a také viceprezidentem FIGC. V roce 1948 mu bylo u příležitosti 50. výročí vzniku FIGC udělen titul průkopník italského fotbalu.

## Hráčské úspěchy

### Klubové
- 1× vítěz italské ligy (1906)

### Individuální
- 2x nejlepší střelec v lize (1901, 1903)